# Habronattus ciboneyanus
Habronattus ciboneyanus là một loài nhện trong họ Salticidae.
Loài này thuộc chi Habronattus. Habronattus ciboneyanus được Griswold miêu tả năm 1987.